# Ліскі (гміна Городло)
Ліскі (пол. Liski) — село в Польщі, в історичній Холмщині, у гміні Городло Грубешівського повіту Люблінського воєводства.
Населення — 173 особи (2011).
Греко-католицький священник Мирослав Ріпецький, прибувши в село Ліски територія теперішньої Польщі, в історичній Холмщині, у гміні Городло Грубешівського повіту Люблінського воєводства з дружиною Євгенією з роду Смулка, одразу зайнявся відродженням парафії та села. Почав реставрувати у Лісках церкву, а в наступні роки — в селах Переводові та Костяшині. За його душпастирювання дають початок «Просвіті», «Кооперативу», товариству «Союз українок»; організують церковний хор, велику бібліотеку, включають в релігійно-культурне життя дітей і молодь. Посмертно перепохований з дружиною у рідних Лісках.
У 1975-1998 роках село належало до Замойського воєводства.

## Демографія
Демографічна структура станом на 31 березня 2011 року:
|          | Загалом | Допрацездатний вік | Працездатний вік | Постпрацездатний вік |
| -------- | ------- | ------------------ | ---------------- | -------------------- |
| Чоловіки | 87      | 14                 | 55               | 18                   |
| Жінки    | 86      | 5                  | 38               | 43                   |
| Разом    | 173     | 19                 | 93               | 61                   |